# (22167) Lane-Cline
(22167) Lane-Cline (2000 WP157) – planetoida z pasa głównego asteroid okrążająca Słońce w ciągu 3,5 lat w średniej odległości 2,3 j.a. Odkryta 30 listopada 2000 roku.